# Ketoprofen
Ketoprofen, etwa unter den Handelsnamen Fastum Gel und Spondylon, ist ein schmerzstillender Arzneistoff aus der Gruppe der sauren, nicht-opioiden Analgetika.

## Anwendungsgebiete
Ketoprofen ist angezeigt zur symptomatischen Behandlung von Schmerzen und Entzündung bei akuten Schüben abnutzungsbedingter Gelenk- und Wirbelsäulenerkrankungen (Arthrosen) und bei akuten und chronischen Gelenkentzündungen (Arthritiden), insbesondere auch rheumatoider Arthritis und entzündlich-rheumatischen Wirbelsäulenerkrankungen wie dem Morbus Bechterew. Ketoprofen wurde auch für die experimentelle Behandlung von Lymphödemen in Tierversuchen eingesetzt.

## Wirkung
Ketoprofen hemmt die Produktion von Prostaglandin, indem es die Funktion von dessen Schlüsselenzym Cyclooxygenase verhindert. Klinische Studien belegen die unterschiedliche Wirksamkeit der beiden Enantiomeren [(R)-Form und (S)-Form].

## Nebenwirkungen
Wie alle sauren antipyretisch-antiphlogistischen und nicht-sauren antipyretischen Analgetika wird Ketoprofen nur schlecht im Magen-Darm-Trakt vertragen. Übelkeit und Erbrechen sind daher die häufigsten Nebenwirkungen. Weitere häufige Nebenwirkungen sind Durchfall und Magenkrämpfe. Mindestens seit 1995 ist Lichtsensibilisierung bekannt.

## Kontraindikation
Ketoprofen ist kontraindiziert bei schweren Leber- und Nierenerkrankungen.

## Wechselwirkung
Ketoprofen verzögert die Blutgerinnung, was bei der gleichzeitigen Einnahme von Antikoagulantien (z. B. Acetylsalicylsäure, Warfarin, Phenprocoumon) zu beachten ist. Die Gerinnungswerte sind dann zu überprüfen. Bei gleichzeitiger äußerlicher Anwendung mit dem UV-Filter-Stabilisator Octocrylen kann es zur verstärkten Photosensibilierung kommen.

## Stereoisomerie
Ketoprofen tritt in zwei enantiomeren Formen auf und wird sowohl als Racemat [1:1-Gemisch der (S)- und der (R)-Form] in der Therapie eingesetzt wie auch als reines Enantiomer Dexketoprofen (INN), welches die (S)-Form darstellt.

## Handelsnamen
Monopräparate
Alrheumun (D), Dolormin Schmerzgel mit Ketoprofen (D), Effekton Gel mit Ketoprofen (D), Fastum Gel (A, CH), Gabrilen (D), Ketospray (A), Phardol (D), Profenid (A), Spondylon (D), Ketoselect (I), OKI (I).
Kombinationspräparate
- mit Ceftiofur: Curacef duo (Tiermedizin)